# Ото II (Майсен)
Вижте пояснителната страница за други личности с името Ото II.
Отон II по-късно наричан Ото Богатия (на немски: Otto, der Reiche, * 1125, † 18 февруари 1190) от род Ветини е маркграф на Маркграфство Майсен от 1156 до 1190 г.
Той е на-големият син на маркграф Конрад I Велики (1098-1157) от Майсен и на Луитгард от Равенщайн († 19 юни 1146). Допълнителното си име „Богатия“ той получава след векове. По онова време „Ото Богатия“ е дядото на неговата съпруга, херцог Ото от Баленщет.
През края на 1156 г. 60-годишният му баща разпределя земите си и отива като монах в своя домашен манастир в Лаутерберг при Хале, където умира след два месеца на 5 февруари 1157 г.
Ото получава маркграфство Майсен, а братята му Лужица, замък Ветин и графството Горица (Гройч).
Политически той подкрепя Хоенщауфените против Велфите. Между 1156 и 1170 г. той дава на мястото Лайпциг правата на град. През 1176 г. той основава църквата Св. Николай като втора градска църква на Лайпциг. През 1162 г. съпругата му Хедвиг основава манастира Алтцела, на чиято територия през 1168 г. се намира сребро, което го прави богат. Близо до това място Ото основава през 1186 г. град Фрайберг.
По желание на съпругата му Ото поставя за свой наследник на маркграфството по-малкия си син Дитрих. Неговият по-голям син Албрехт го затваря заради това, трябва да го освободи обаче отново по заповед на Фридрих I Барбароса.
Ото Богатия умира през 1190 г. и е погребан в църквата Алтцела, домашния манастир на Ветините.

## Деца
Ото се жени през 1147 г. за Хедвиг фон Бранденбург (1140-1203), дъщеря на маркграф Албрехт I Мечката (1100-1170) от Бранденбург от фамилията Аскани и на София фон Винценбург (1105-1160).
- Албрехт I Горди (1158–1195)
- Аделхайд (1160–1211), омъжена 1178 г. за Отокар I, крал на Бохемия
- Дитрих I Угнетения (1162–1221)
- София, омъжена за Удалрих II, херцог на Моравия